# اندیس پیزوکی-بزمان
پیزوکی-بزمان یک اندیس فلزی است که در حوالی شهر بزمان استان سیستان و بلوچستان قرار دارد و مادهٔ معدنی موجود در آن، پیریت است.  